# 田头水
田头水，流经中华人民共和国湖南省南部和广东省北部，是武江左岸支流，发源于湖南省郴州市苏仙区南部大奎上乡境内罗霄山脉的狮子口（1913米），向南流经宜章县赤石乡、广东省乐昌市黄圃镇，于乐昌市坪石镇的罗家渡汇入武江。河长67千米（其中湖南境内长30千米），流域面积523平方千米。